# Stanisław Kądziołka
Stanisław Kądziołka (ur. 24 stycznia 1902 w Zakopanem, zm. 8 listopada 1971 tamże) – polski żołnierz i narciarz, olimpijczyk w patrolu wojskowym (patrol polski nie ukończył konkurencji).
Spoczywa na Nowym Cmentarzu w Zakopanem (kwatera M4-1-11).

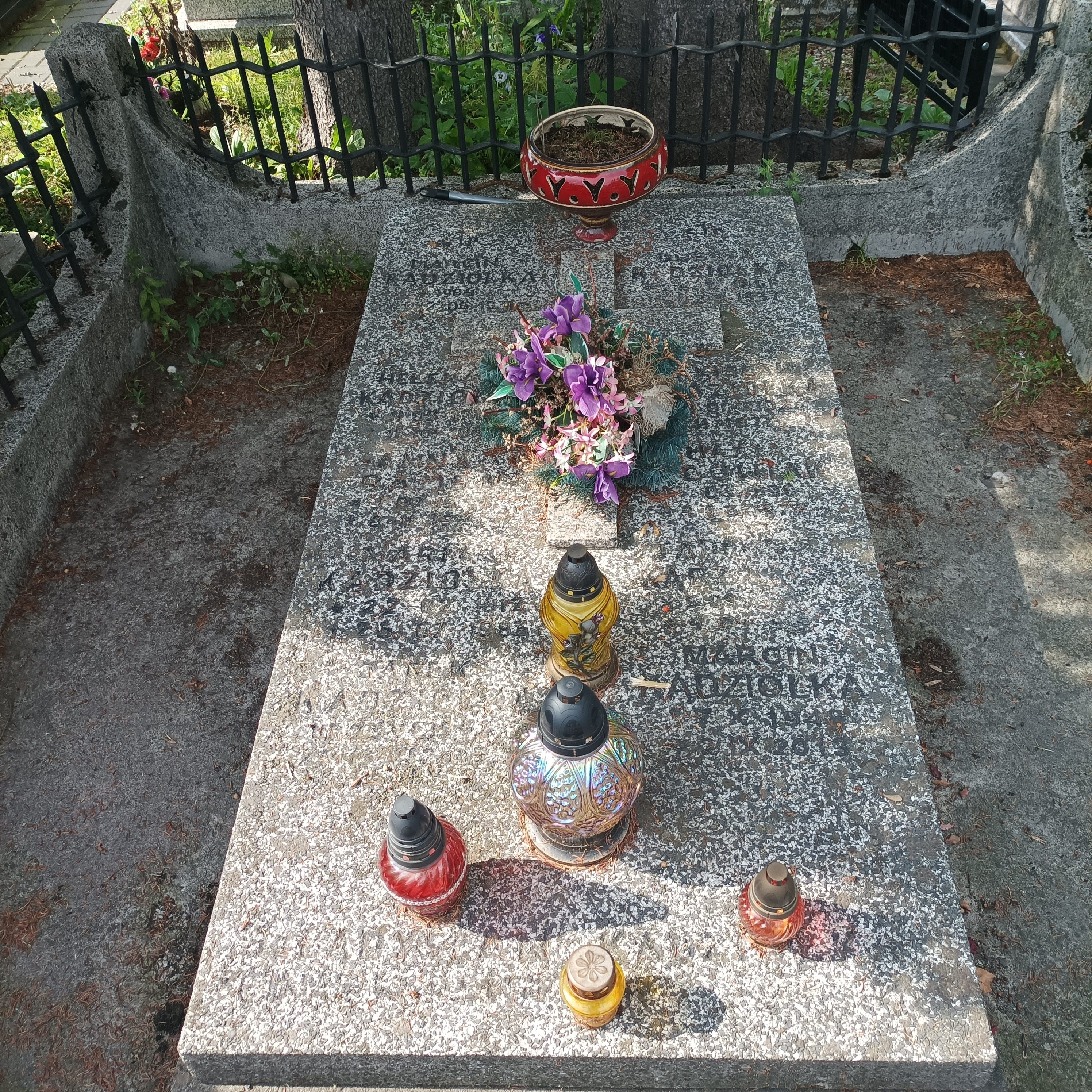
Grób Stanisława Kądziołki na Nowym Cmentarzu w Zakopanem

## Występy na IO
| Rok  | Igrzyska Olimpijskie | Konkurencja     | Wyniki |
| 1924 | Chamonix             | Patrol wojskowy | AC     |